# Andaluzijski arapski
Andaluzijski arapski (ISO 639-3: xaa), izumrli afrazijski jezik uže arapske skupine koji se govorio na području Andaluzije na jugu Iberskog poluotoka. Na područje Španjolske uvezli su ga arapski osvajači iz sjeverne Afrike. U Španjolskoj se očuvao sve do 16. stoljeća. 
Opisao ga je Ibn Khaldūn kao treći (uz maghrebī i mashreqī) glavni ne-nomadski arapski jezik.